# أسطفان الثاني
أسطفان الثاني هو البابا رقم 92 في قائمة باباوات الكنيسة الكاثوليكية انتخب يوم 26 مارس عام 752 وتوفي يوم 26 أبريل 757.
وقعت غزوات لومباردية جديدة على شعبه، ولم يكن باستطاعة البيزنطيين تقديم مساعدة لهم، ولم يتوقف ملك اللومبارديون عن هجومه، فتدخَّل الفرنجة (الفرنكيين) في إيطاليا بعد أن ذهب البابا لطلب النجدة من الملك بيبان بعد عبوره جبال الألب عام 753 فالتقى به في بونتيون بموجب مخطط مدروس بدقة وقد ارتدى البابا لبس التائب أمام الملك طالبا إليه المساعدة ضد اللومبارديين للدفاع عن القديس بطرس.
توج ملك الفرنجة بيبان مرة أخرى في دير دوناس وتوج ولديه شارل وشارلمان في نفس الوقت بعد أن مكث البابا أسطفان عدة أشهر في فرنسا، لم يكن الفرنكيون موافقون على كونه ملكا عليهم بسبب أنه كان يشن الحروب ضد اللومبارديين من قبل,
وكان في ذلك الوقت علاقة صداقة بين اللومبارديين والفرنكيين, بعد ذلك شنوا حملات فرنكية لإخضاع اللومبارديين سنة 755 و 756
كان هذا أكبر حدث للبابا أسطفان حينما تدخَّل الفرنكيون في إيطاليا والتي بسببها استمرت للمملكة اللومباردية بالبقاء داخل أراضيهم والتي ساعدت على التدخُّل الفرنسي التي استمرت لأكثر من ألف سنة لمصلحة الكرسي المقدس.